# Верхньолачентауська сільська рада
Верхньолачента́уська сільська рада (рос. Верхнелачентауский сельский совет) — муніципальне утворення у складі Бірського району Башкортостану, Росія. Адміністративний центр — село Верхньолачентау.

## Населення
Населення — 570 осіб (2019, 677 у 2010, 858 у 2002).

## Склад
До складу поселення входять такі населені пункти:
| Населений пункт       | Населення, осіб (2002) | Населення, осіб (2010) |
| --------------------- | ---------------------- | ---------------------- |
| Верхньолачентау, село | 285                    | 238                    |
| Нижньолачентау, село  | 104                    | 77                     |
| Новобаїшево, село     | 107                    | 76                     |
| Новоянтузово, село    | 362                    | 286                    |